# سنگینی طاقت‌فرسای استعداد فراوان
سنگینی طاقت‌فرسای استعداد فراوان (به انگلیسی: The Unbearable Weight of Massive Talent) یک فیلم اکشن کمدی آمریکایی محصول سال ۲۰۲۲ به کارگردانی تام گورمیکان است که فیلمنامه آن را با کوین اتن نوشته‌است. در این فیلم ، نیکلاس کیج به عنوان نسخه‌ای تخیلی از خودش، همراه با بازیگران مکملی که شامل پدرو پاسکال، شارون هورگان، آیک بارینهولتز، آلساندرا ماستروناردی، جیکوب اسکیپیو، نیل پاتریک هریس و تیفانی هدیش می‌شوند، بازی می‌کند. فیلمبرداری در ۵ اکتبر ۲۰۲۰ در کرواسی آغاز شد. این فیلم اولین نمایش جهانی خود را در ۱۲ مارس ۲۰۲۲ در جنوب از جنوب غربی انجام داد و در ۲۲ آوریل ۲۰۲۲ توسط لاینزگیت فیلمز در ایالات متحده اکران شد. این فیلم با تمجید از بازی و شیمیِ بین کیج و پاسکال نقدهای مثبتی از سوی منتقدان دریافت کرد، اما عملکرد ضعیفی در گیشه داشت و ۲۸ میلیون دلار در مقابل بودجه ۳۰ میلیون دلاری خود فروخت.

## داستان
نیکلاس کیج، بازیگر هالیوود پس از پشت سر گذاشتن چندین نقش مهم سینمایی، با حرفه‌اش دست و پنجه نرم می‌کند و دائماً توسط «نیکی»، نسخهٔ دیگری از خودش که به نظر او جوان‌تر (و موفق‌تر) به نظر می‌رسد، مورد آزار و اذیت و عذاب قرار می‌گیرد. رابطهٔ او با همسر سابقش اولیویا (شارون هورگان) و دخترش اَدی (لیلی شین) نیز با سال‌ها غفلت عاطفی خدشه‌دار شده‌است. به دنبال یک اتفاق شرم‌آور و تحقیرآمیز در جشن تولد اَدی و از دست‌دادن یک نقش کلیدی در یک فیلم، کیج تصمیم می‌گیرد از بازیگری کناره‌گیری کند. او همچنین تصمیم می‌گیرد یک پیشنهاد مبهم ۱ میلیون دلاری از نمایندهٔ خود ریچارد فینک را بپذیرد که شامل رفتن به مایورکا برای ملاقات با پلی بوی میلیاردر خاوی گوتیرز (پدرو پاسکال) است و مهمان افتخاری در روز تولد او می‌شود.
کیج پس از ملاقات با خاوی در ابتدا از نیاز و اصرار او برای ساختن یک فیلم بداهه بر پایهٔ فیلمنامه‌ای که او نوشته بود آزرده خاطر می‌شود، اما به زودی از عزم خاوی الهام می‌گیرد و هر دو به سرعت به دلیل عشق مشترک شگفت آورشان به فیلم‌هایی مانند مطب دکتر کالیگاری و پدینگتون ۲ (که کیج برای نخستین بار با خاوی تماشا می‌کند) با هم پیوند می‌خورند. کمی بعد، کیج با دو مأمور سیا با نام‌های ویویان (تیفانی هدیش) و مارتین (آیک بارینهولتز) مواجه می‌شود. آنها گمان می‌کنند که خاوی، که ادعا می‌کنند ثروت خود را از طریق تجارت اسلحه به دست آورده‌است، پشت ربوده‌شدن ماریا، دختر یک سیاستمدار ضد جنایت کاتالونیایی است، با این امید که او از انتخابات آینده کناره‌گیری کند. کیج علیرغم اصرارش برخلاف این موضوع، تصمیم می‌گیرد در انجام این مأموریت به سیا کمک کند.
کیج پس از دستکاری موفقیت‌آمیز دوربین‌ها در محوطهٔ خاوی، در یک مهمانی شرکت می‌کند که در آنجا همکاری خود را با خاوی در یک فیلم جدید اعلام می‌کند، تا بهانه‌ای برای ماندن در محوطه به اندازه کافی برای یافتن ماریا داشته باشد. پس از یک ماجراجویی ناگوار در پی مصرف ال‌اس‌دی، کیج متوجه می‌شود که خاوی یک اتاق عبادتگاهی دارد که به تمام فیلم‌هایش اختصاص داده شده‌است، از جمله مجسمه مومی شخصیت او، کاستور تروی از فیلم تغییر چهره، با تفنگ‌های طلایی یکسان. کیج خیانت به خاوی را سخت می‌یابد، اما ویویان او را متقاعد می‌کند که موضوع آدم‌ربایی را در فیلمنامه آن‌ها مطرح کند تا بتواند به‌طور بالقوه مکان ماریا را فاش کند.
کیج ایدهٔ جدید خود را برای خاوی توضیح می‌دهد، او معتقد است که کیج خلاقانه ورشکسته است و احتمالاً مسائلی دارد که باید آنها را حل کند. خاوی، اولیویا و اَدی را از لس آنجلس به ویلای خود می‌آورد. آنها از آنچه اتفاق می‌افتد ترسیده و خشمگین هستند. کیج سعی می‌کند با آنها جبران کند، اما آنها درخواست او را رد می‌کنند و او را متهم می‌کنند که حرفهٔ سینمایی خود را بر خانواده‌اش ترجیح می‌دهد. خاوی به‌طور خصوصی برای ملاقات با پسر عموی خود لوکاس می‌رود که مشخص می‌شود فروشندهٔ واقعی اسلحه و شخصی است که ماریا را ربوده‌است. لوکاس به او هشدار می‌دهد که کیج با سیا کار می‌کند؛ وی خاوی را برای کشتن کیج تحت فشار قرار می‌دهد، و ادعا می‌کند در غیر اینصورت خاوی را خواهد کشت. کیج شروع به تجدید نظر در مورد دوستی خود می‌کند.
کیج و خاوی با یکدیگر درگیری دارند، اما هیچ‌کدام نمی‌توانند خود را به کشتن دیگری وادار کنند. لوکاس افراد خود را به دنبال هر دوی آنها می‌فرستد و آنها به خانه برمی‌گردند تا متوجه شوند که اَدی ربوده شده‌است. کیج، خاوی، اولیویا و گابریلا، دستیار خاوی را به خانهٔ امن سیا می‌برد، اما خانه به خطر افتاده‌است. مارتین کشته شده‌است، در حالی که ویویان خود را قربانی می‌کند تا مردان لوکاس را پیش از اینکه بتوانند به گروه کمین کنند، بکشد. با کمک خاوی، کیج و اولیویا به عنوان یک زوج جنایتکار منزوی ظاهر می‌شوند تا به لوکاس نزدیک شوند. آنها موفق می‌شوند اَدی و ماریا را پیدا کنند اما پیدا می‌شوند. با این حال، کیج، اَدی، ماریا و اولیویا فرار می‌کنند در حالی که خاوی و گابریلا پشت سر می‌مانند تا حواس لوکاس را پرت کنند.
کیج، اَدی، اولیویا و ماریا به سمت سفارت آمریکا می‌روند و لوکاس همچنان در تعقیب است. لوکاس به محض ورود کیج را زیر اسلحه نگه می‌دارد، اما اَدی چاقویی را به او پرتاب می‌کند که کیج از آن برای کشتن او استفاده می‌کند—این صحنه تبدیل به فیلمی می‌شود که کیج و خاوی احتمالاً براساس ماجراجویی‌شان به پایان رسانده‌اند. کیج برای فیلم جدیدش مورد تشویق قرار می‌گیرد و پیش از اینکه با خانواده اش برای تماشای پدینگتون ۲ به خانه برود، اکنون با رابطهٔ بهتری به خاوی تبریک می‌گوید.

## بازیگران
- نیکلاس کیج به عنوان نسخه‌ای تخیلی از خودش.
  - کیج همچنین نیکی کیج (ذکرشده با نام تولد کیج، نیکلاس کیم کاپولا) را به تصویر می‌کشد، که حاصل تخیل کیج است که به‌عنوان نسخه‌ای جوان‌تر از خودش دیده می‌شود. این شخصیت بر پایهٔ ظاهر بدنام این بازیگر در برنامه گفتگوی ووگان هنگام تبلیغ از ته دل وحشی ساخته شده‌است.[۳]
- پدرو پاسکال در نقش خاوی گوتیرز، میلیاردر و سوپر طرفدار کیج که برای حضور در جشن تولد کیج یک میلیون دلار می‌پردازد.
- شارون هورگان در نقش اولیویا هنسون، همسر سابق کیج.
- تیفانی هدیش در نقش ویویان اتن، مأمور سیا و شریک مارتین.
- آیک بارینهولتز در نقش مارتین اتن، مأمور سیا و شریک ویویان.
- الساندرا ماستروناردی در نقش گابریلا
- جیکوب اسکیپیو در نقش کارلوس
- نیل پاتریک هریس در نقش ریچارد فینک، مأمور کیج.
- لیلی شین در نقش اَدی کیج، دختر کیج.
- پاکو لئون در نقش لوکاس گوتیرز، پسر عموی جاوی.
- کاترین وانکووا در نقش ماریا
- دیوید گوردون گرین در نقش خودش
- دمی مور در نقش «اولیویا کیج»، همسر تخیلی سابق کیج در فیلم.
- آنا مک دونالد در نقش «ادی کیج»، دختر تخیلی کیج در فیلم.
- جوآنا بوبین در نقش شریل، درمانگر کیج

## تولید
بازیگر نیکلاس کیج در فیلم سنگینی طاقت‌فرسای استعداد فراوان، نسخه‌ای تخیلی از خودش را بازی می‌کند که به گفتهٔ او شباهت چندانی به شخصیت واقعی او در خارج از صفحهٔ نمایش ندارد. کیج در ابتدا «سه یا چهار بار» این نقش را رد کرد، اما پس از نوشتن نامهٔ شخصی نویسنده و کارگردان تام گورمیکان، نظرش تغییر کرد. در ۱۵ نوامبر ۲۰۱۹، لاینزگیت حقوق تولید را به دست آورد. در اوت ۲۰۲۰، پدرو پاسکال برای ستاره شدن وارد مذاکره شد. در سپتامبر ۲۰۲۰، شارون هورگان و تیفانی هدیش به بازیگران پیوستند، و لیلی شین در اکتبر اضافه شد. در نوامبر ۲۰۲۰، نیل پاتریک هریس به جمع بازیگران فیلم پیوست.
تصویربرداری اصلی در ۵ اکتبر در مناطق اطراف کرواسی از جمله شهر دوبرونیک آغاز شد. مارک آیشام موسیقی متن را ساخته‌است.

## انتشار
در ایالات متحده، این فیلم در ۲۲ آوریل ۲۰۲۲ در سینما اکران شد. در نیوزلند، در ۱۷ آوریل منتشر شد. در ابتدا قرار بود در ۱۹ مارس ۲۰۲۱ منتشر شود. در ۱۲ مارس ۲۰۲۲ در جشنواره فیلم جنوب از جنوب غربی به نمایش درآمد.

## بازخورد
در وبگاه جمع‌آوری نقد راتن تومیتوز، ٪۸۷ از ۲۸۱ بررسی منتقدان مثبت است و میانگینِ امتیاز آن ۷٫۳/۱۰ است. اجماع این وبگاه چنین می‌نویسد: «سنگینی طاقت‌فرسای استعداد فراوان در اقدامی زیرکانه، خنده‌دار و به‌شدت ابتکارآمیز، نیکلاس کیج را در اوج گسیختگی با نقش‌آفرینی مکمل پدرو پاسکال به تصویر می‌کشد.» این فیلم در متاکریتیک که از میانگین وزنی استفاده می‌کند، بر اساس نظر ۵۲ منتقدین امتیاز ۶۸ از ۱۰۰ را کسب کرده که نشان‌گر «نقدهای عموماً مطلوب» است. تماشاگران شرکت‌کننده در نظرسنجی سینماسکور به فیلم نمره متوسط «+B» را در مقیاس «+A» تا «F» دادند، در حالی پست‌ترک گزارش داد ۸۲ درصد به آن نمرهٔ مثبت دادند و ۶۶ درصد گفتند که قطعاً آن را توصیه می‌کنند.